# Johnny Hertogs
Johnny Hertogs (Veldhoven, 13 mei 1990) is een Nederlands schoonspringer.

## Carrière
Hertogs kwam tot de zomer van 2010 uit voor de schoonspringvereniging PSV Eindhoven. Hij won in 2008 voor het eerst het Nederlands kampioenschap schoonspringen vanaf de toren. In 2009 en 2010 prolongeerde hij deze titel.